# Bras (Loire)
Die Bras (auch Notreure genannt) ist ein Fluss in Frankreich, der in der Region Centre-Val de Loire verläuft. Sie entspringt unter dem Namen Riot de la Guette im östlichen Gemeindegebiet von Sury-ès-Bois, entwässert generell Richtung Nordnordwest und mündet nach rund 37 Kilometern im Gemeindegebiet von Poilly-lez-Gien als linker Nebenfluss in die Loire. Auf ihrem Weg durchquert die Bras die Départements Cher und Loiret.

## Orte am Fluss
(Reihenfolge in Fließrichtung)
- Les Chézeaux, Gemeinde Santranges
- Pierrefitte-ès-Bois
- Cernoy-en-Berry
- Autry-le-Châtel
- Poilly-lez-Gien

## Sehenswürdigkeiten
- Le Petit Château, Schloss aus dem 15. Jahrhundert in Autry-le-Châtel – Monument historique[4]

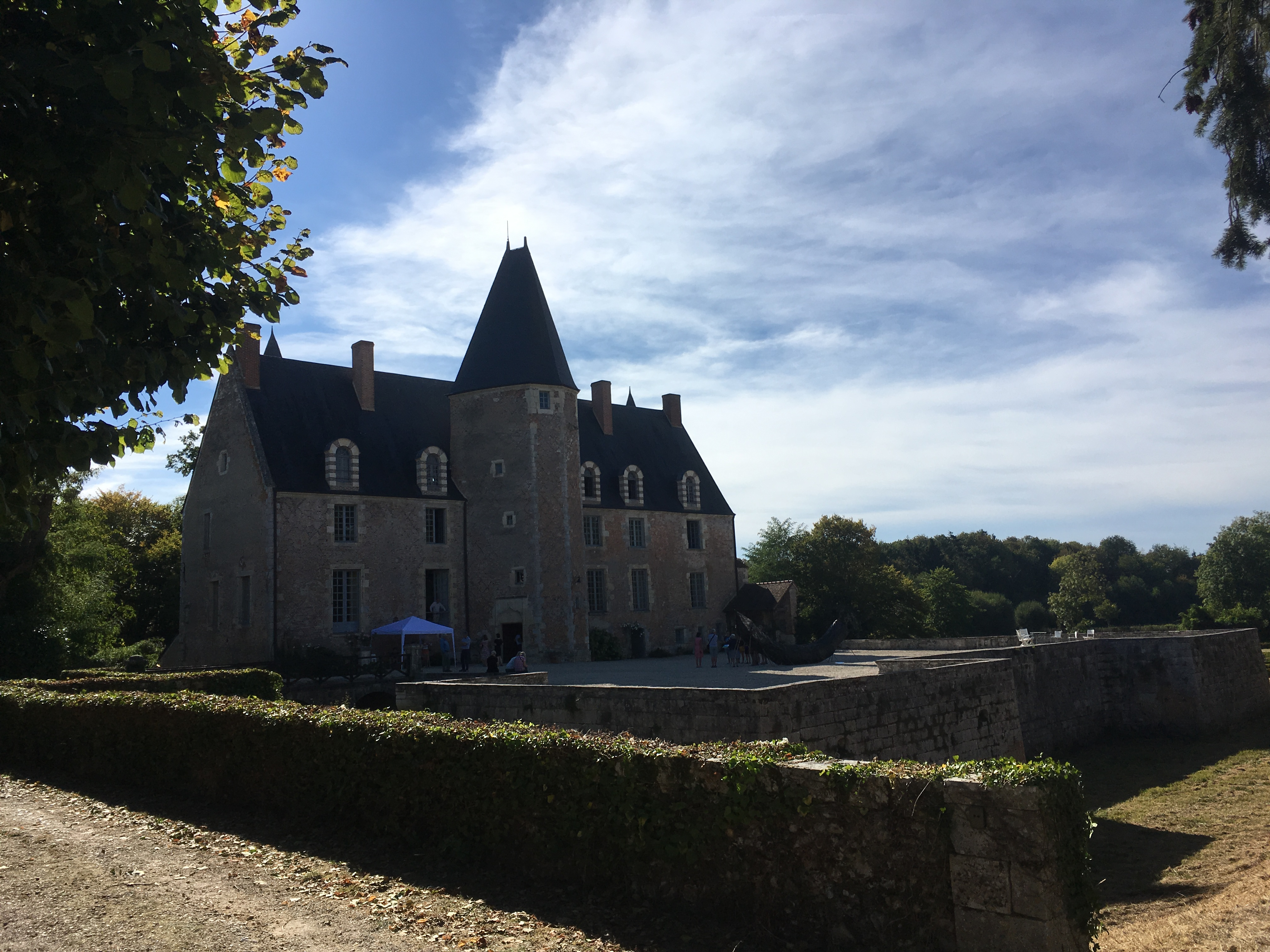
Le Petit Château